# قرص

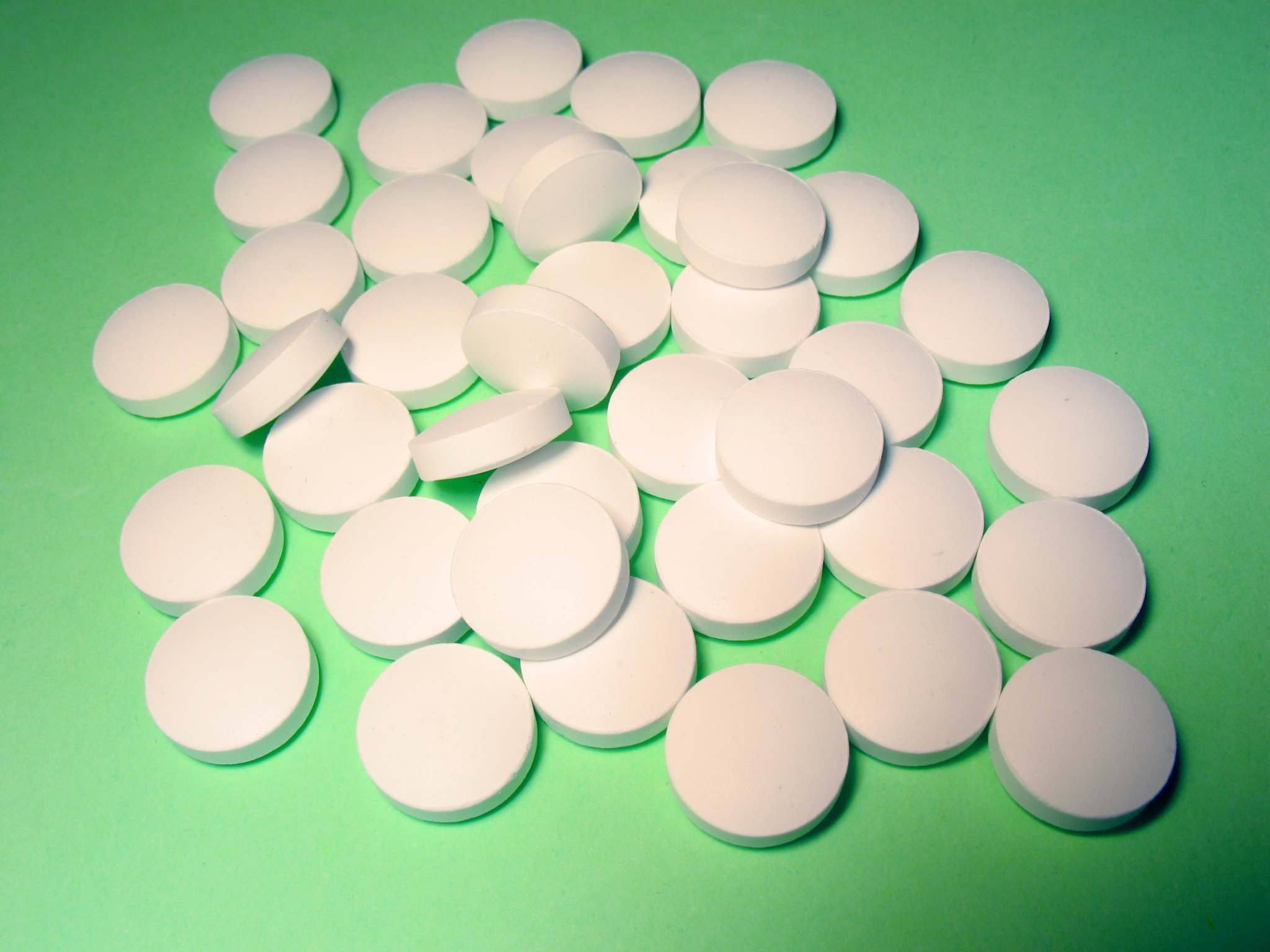
قرص‌های دیسکی شکل رایج

قُرص‌ یا کُلیچه‌ یک شکل دوز دارویی خوراکی (دوزهای جامد خوراکی، یا او‌اس‌دی) یا فرم دوز واحد جامد است. قرص‌ها می‌توانند به عنوان فرم دوز واحد جامد دارو با مواد جانبی مناسب تعریف شوند. آنها شامل ترکیبی از مواد فعال و افزودنی‌ها هستند که معمولاً به صورت پودری بوده و به یک دوز جامد فشرده یا متراکم می‌شوند. مزایای اصلی قرص‌ها این است که دوز ثابت و ثابتی از دارو را فراهم می‌کنند که مصرف آن بسیار آسان است.
قرص‌ها معمولاً از طریق قالب‌گیری یا فشرده‌سازی تهیه می‌شوند. افزودنی‌ها می‌توانند شامل رقیق‌کننده‌ها، پیونده‌ها یا عوامل گرانوله‌کننده، گلایدنت‌ها (عوامل جریان‌دهنده) و روان‌سازها باشند تا فرآیند قرص‌سازی به طور مؤثری صورت گیرد؛ مواد تفرق‌کننده برای تسهیل شکستن قرص در دستگاه گوارش؛ شیرین‌کننده‌ها یا طعم‌دهنده‌ها برای بهبود طعم؛ و رنگدانه‌ها برای جذاب‌تر کردن ظاهری قرص‌ها یا کمک به شناسایی بصری قرص‌های ناشناخته. یک پوشش پلیمری معمولاً برای نرم‌تر و بلعیدن آسان‌تر کردن قرص، کنترل نرخ رهایش ماده فعال، افزایش مقاومت آن در برابر محیط (طولانی‌تر کردن عمر مفید آن) یا بهبود ظاهر قرص اعمال می‌شود.
قرص‌های دارویی در ابتدا به شکل دیسک با هر رنگی که ترکیبات آنها تعیین می‌کرد، ساخته می‌شدند، اما اکنون در اشکال و رنگ‌های مختلفی تولید می‌شوند تا داروهای مختلف را متمایز کنند. قرص‌ها اغلب با نمادها، حروف و اعداد چاپ می‌شوند که امکان شناسایی آنها را فراهم می‌آورد، یا یک شیار برای تسهیل شکستن دستی ایجاد می‌شود. اندازه‌های قرص‌هایی که باید بلعیده شوند از چند میلی‌متر تا حدود یک سانتی‌متر متغیر است.
قرص فشرده به‌عنوان معمول‌ترین فرم اشکال دارویی استفاده شده امروزه دیده می‌شود. حدود دو سوم از تمام نسخه‌ها به‌عنوان فرم‌های اشکال جامد ارائه می‌شوند و نیمی از این‌ها قرص‌های فشرده هستند. یک قرص می‌تواند به گونه‌ای فرموله شود که دوز دقیق را به یک محل خاص در بدن ارائه دهد؛ معمولاً به صورت خوراکی مصرف می‌شود، اما می‌تواند به طور زیرزبانی، باکالی، مقعدی یا واژینالی نیز تجویز شود. قرص تنها یکی از اشکال متعدد داروهای خوراکی است، مانند شربت‌ها، اکسیرها، سوسپانسیون‌ها و امولسیون‌ها.

## تاریخچه
قرص‌ها به‌طوری که تصور می‌شود به حدود ۱۵۰۰ سال قبل از میلاد برمی‌گردند. دستورالعمل‌های پزشکی قدیمی‌تر، مانند آنهایی که از ۴۰۰۰ سال قبل از میلاد به دست آمده‌اند، بیشتر برای تهیه مایعات به ‌جای جامدات بودند. اولین ارجاعات به قرص‌ها در پاپیروس‌های مصر باستان یافت شد که حاوی خمیر نان، عسل یا چربی بودند. ترکیبات دارویی، مانند پودر گیاهان یا ادویه‌ها، با هم مخلوط شده و به‌صورت دستی به شکل توپ‌های کوچک یا قرص‌ها فرم داده می‌شدند. در یونان باستان، این داروها به نام کاتاپوتیا («چیزی که بلعیده می‌شود») شناخته می‌شدند و دانشمند رومی پلینی، که بین ۲۳ تا ۷۹ میلادی زندگی می‌کرد، اولین کسی بود که نامی به آنچه اکنون قرص نامیده شده است داد و آن را پیلولا نامید.
بلعیدن قرص‌ها همیشه دشوار بوده و تلاش‌هایی برای آسان‌تر کردن این کار صورت گرفته است. در دوران قرون وسطی، مردم قرص‌ها را با مواد گیاهی لغزنده پوشش می‌دادند. رویکرد دیگری که حتی در قرن نوزدهم مورد استفاده قرار گرفت، طلاکاری و نقره‌کاری قرص‌ها بود، هرچند این اغلب به این معنی بود که آن‌ها بدون اثر از دستگاه گوارش عبور می‌کردند. در قرن نوزدهم، پوشش شکر و پوشش ژلاتینی اختراع شدند و همچنین کپسول‌های ژلاتینی نیز معرفی شدند.
در سال ۱۸۴۳، نقاش و مخترع بریتانیایی، ویلیام براکدون، حق اختراع ماشینی را که قادر به «شکل ‌دهی قرص‌ها، لوزن‌ها و گرافیت با فشار در قالب‌ها» بود، دریافت کرد. این دستگاه قادر به فشردن پودر به یک قرص بدون استفاده از چسب بود.

## انواع

### قرص‌ها

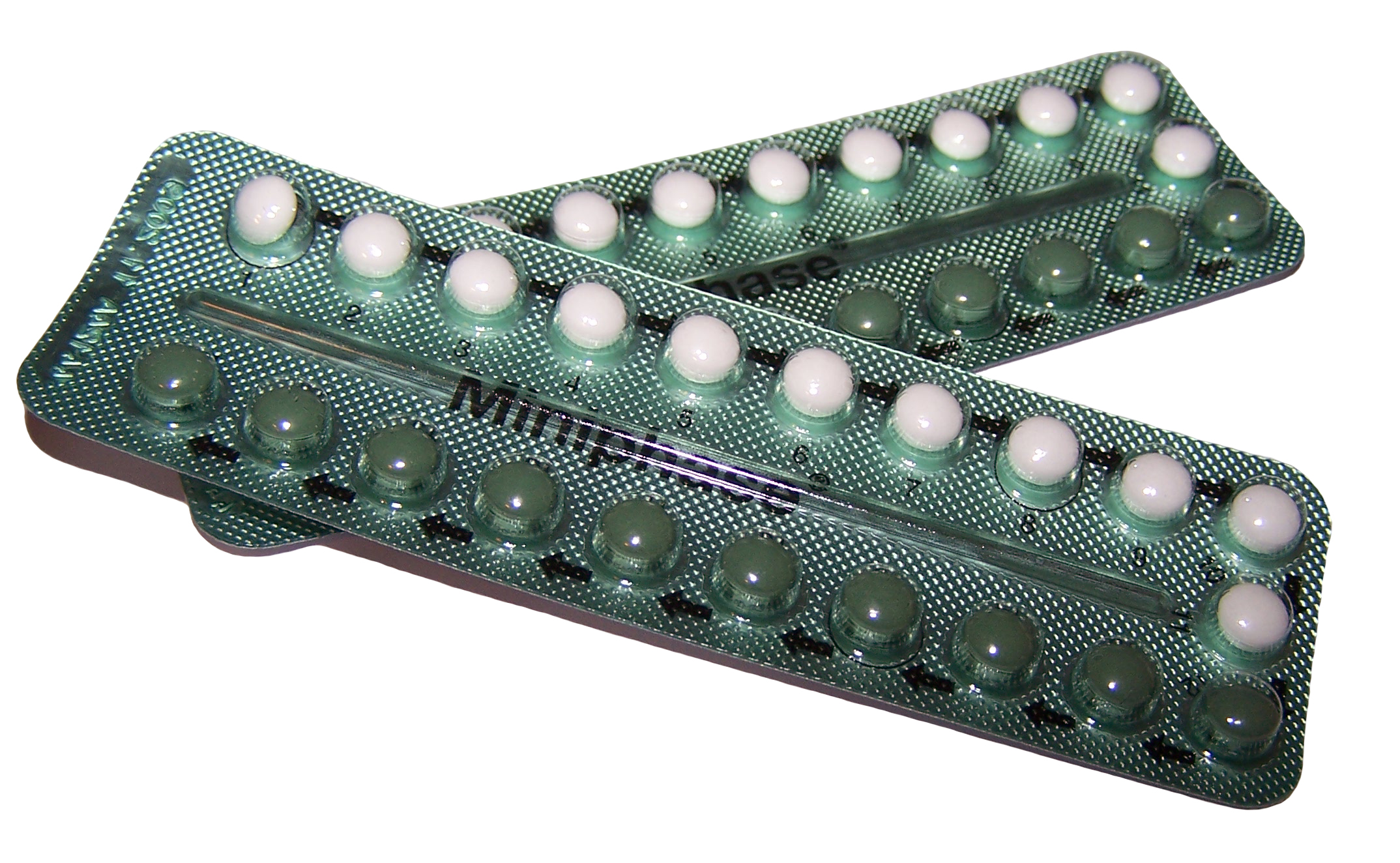
قرص‌های ضدبارداری در دهه ۱۹۶۰ به عنوان «قرص» شناخته می‌شدند

قرص‌ها در ابتدا به‌عنوان یک اشکال دارویی کوچک، گرد و جامد از داروهای خوراکی تعریف می‌شدند. ریشه‌ واژه‌ای «قرص» به مفاهیم تاریخی آسیاب کردن مواد با هاون و دسته هاون و رول کردن خمیر یا خمیر حاصله به شکل توده‌های کوچکی که خشک می‌شدند، بازمی‌گردد. امروز، در معنای دقیق خود، واژه «قرص» به‌طور خاص به قرص‌ها (از جمله کاپلت‌ها) اشاره دارد و نه به کپسول‌ها (که بسیار بعدتر اختراع شدند).
یک نمونه اولیه از قرص به روم باستان برمی‌گردد. این قرص‌ها از کربنات روی، هیدروزنسیت و اسمیت زونیت ساخته می‌شدند. این قرص‌ها برای درمان سوزش چشم‌ها استفاده می‌شدند و در یک کشتی رومی که در ۱۴۰ سال قبل از میلاد غرق شده بود، یافت شدند. با این حال، این قرص‌ها به‌منظور فشردن بر روی چشم‌ها طراحی شده بودند و نه بلعیده شدن.

#### عیوب/نقایص ناشی از تولید قرص‌
- مربوط به فرمولاسیون: چسبیدن، برداشت، بندزنی
- پردازش: کپ‌زنی، لایه‌ای شدن، ترک خوردن، تکه تکه شدن
- دستگاه: دو تأثیر

### کاپلت‌ها

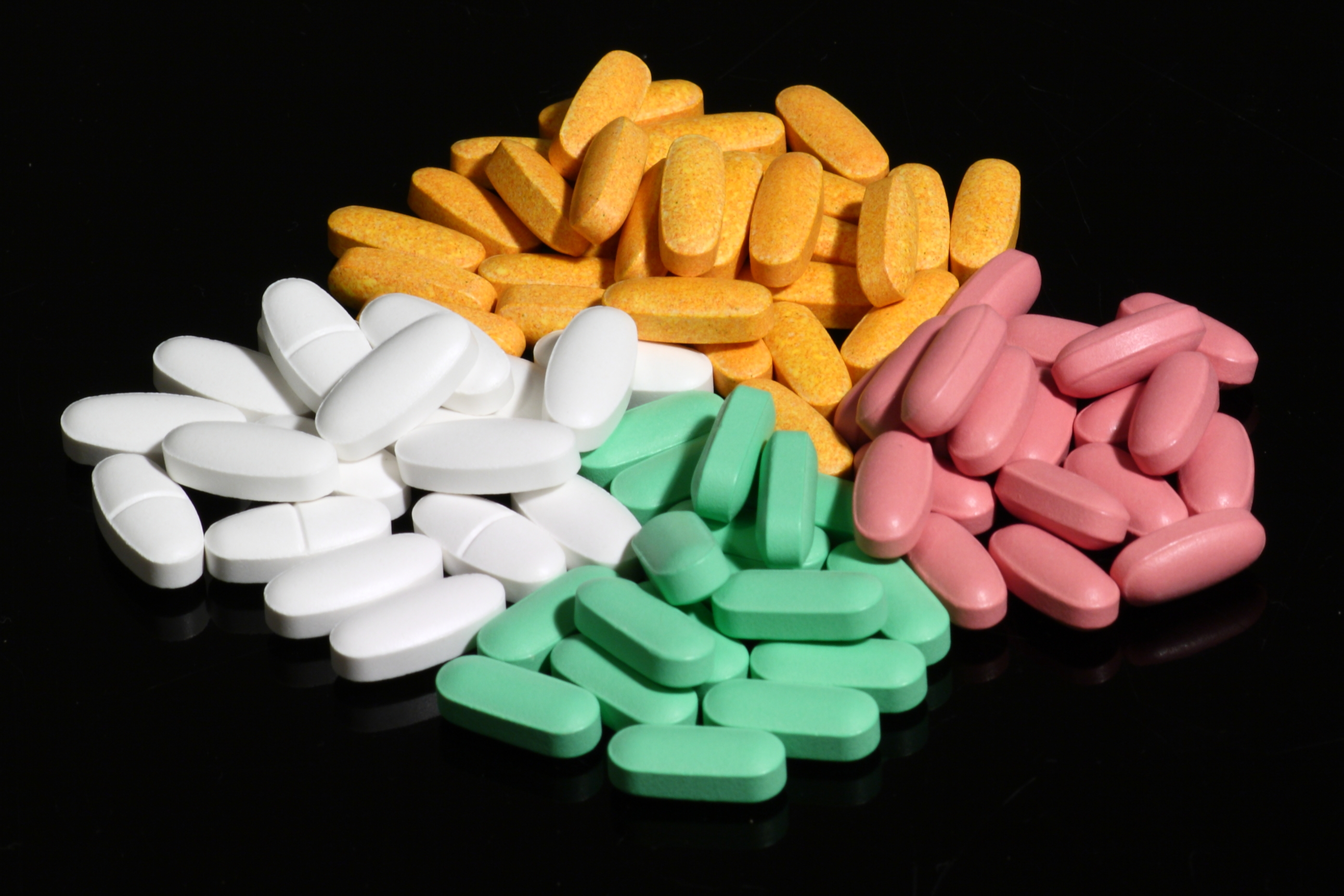
تغییرات در طراحی یک قرص معمولی که هم از نظر رنگ و هم از نظر شکل قابل تشخیص است

کاپلت یک قرص دارویی با شکل بیضی، صیقلی و پوشش‌دار است که به طور کلی شبیه کپسول می‌باشد. بسیاری از کاپلت‌ها دارای یک فرورفتگی در وسط هستند تا امکان تقسیم آن‌ها به دو نیمه آسان‌تر باشد. مصرف‌کنندگان از زمان ظهور کپسول‌ها آن را به عنوان موثرترین روش مصرف دارو معرفی کرده‌اند. به همین دلیل، تولیدکنندگان داروهایی مانند داروهای بدون نسخه که می‌خواستند قدرت محصول خود را برجسته کنند، «کاپلت» را توسعه دادند؛ این تکواژ چندوجهی از قرص کپسول شکل است، تا این ارتباط مثبت را به قرص‌های تولید شده با کارایی بالاتر و همچنین شکلی راحت‌تر برای بلع نسبت به قرص‌های گرد رایج بچسباند.

### قرص‌های حل‌شونده خوراکی (اودی‌تی)

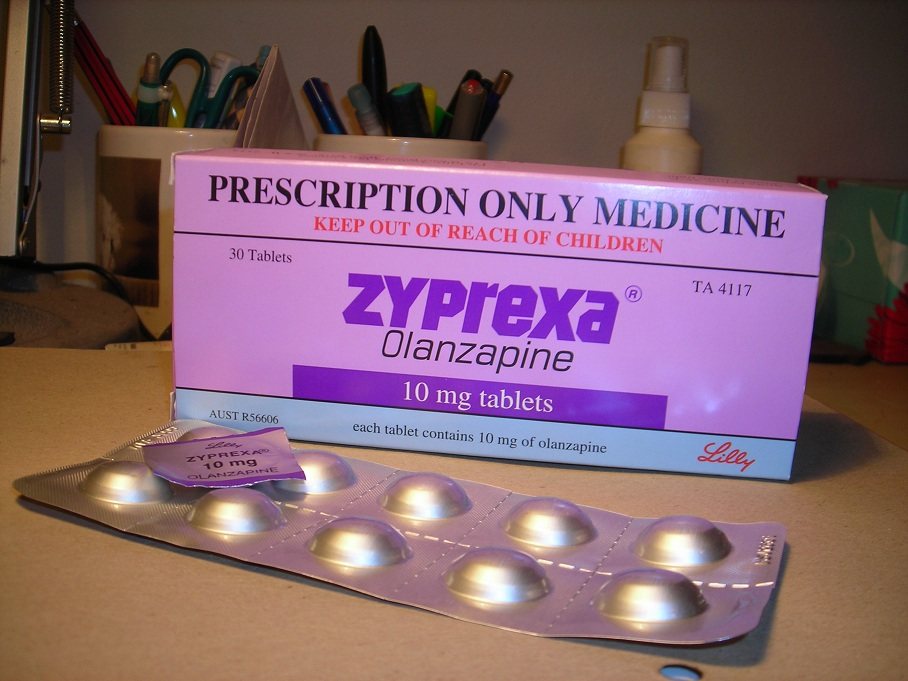
قرص‌های الانزاپین

قرص‌های حل‌شونده خوراکی یا قرص‌های قابل پخش در دهان (او‌دی‌تی) یک اشکال دارویی است که برای طیف محدودی از داروهای بدون نسخه و داروی نسخه‌ای در دسترس است.

## واژه
قرص
(قُ) [ ع . ] (اِ.) 1 - آنچه دارای شکلی کمابیش شبیه دایره است : قرص ماه . 2 - مادة دارویی جامد قالبی در وزن ها و اندازه های مختلف 

## انواع
1. قرص‌های فشرده شده (Compressed Tab) که از فشرده شدن ساده مواد اولیه تهیه می‌شوند مانند استامینوفن.
2. قرص‌های چندبار فشرده‌شده (Multiple Compressed Tab) این نوع قرص‌ها یا به صورت دو لایه مجزا بر روی هم فشرده شده‌اند یا یک قرص در درون قرص دیگر وجود دارد. علل تهیه این شکل قرص عبارتست از:

- ناسازگاری شیمیایی مواد داخل قرص.
- باز شدن دارو در چند مرحله.
- تمایز فراورده یک کارخانه از فراورده‌های مشابه.

مانند آ.سی. آ >ACA<(ترکیب استامینوفن- کافئین- آسپیرین)
۳. قرص‌های با پوشش قندی (S.C.) (Sugar coated Tab):
در این شکل دارویی هسته مرکزی را با شربت پوشش داده‌اند. طعم و بوی دارو حس نمی‌شود و دارو در مقابل نور به‌طور نسبی محافظت می‌شود. قرص‌های S.C عموماً دارای ظاهر زیبا و خوشرنگ هستند از این رو شایعترین اشکال داروی مسموم‌کننده کودکان است. ساخت پرزحمت و وقت‌گیر آن‌ها از معایب آن‌ها است. به قرص‌های S.C دراژه نیز گفته می‌شود. مانند ایبوپروفن(Ibuprofen) که داروی مسکن است.
۴. قرص‌های دارای پوشش لایه نازک (Film coated Tab)(F.C.):
در این نوع قرص‌ها یک لایه پلیمری نازک بر روی هسته مرکزی کشیده شده‌است. مزایای آن مانند S.C است با این تفاوت که ظاهر زیبایی ندارد. مانند پروپرانولول (Propranolol)
.۵ قرص‌های دارای پوشش روده‌ای (Enteric coated Tab)(E.C):
در این نوع قرص پوشش قرص در pH اسیدی نامحلول و در pH قلیایی محلول است لذا این‌گونه قرص‌ها در روده باز می‌شوند. معمولاً داروهایی را که در اسید معده تخریب می‌شوند یا برای معده اثر تحریکی دارند را به این شکل تهیه می‌کنند. همچنین با توجه به تفاوت pH در نقاط مختلف روده می‌توان دارو را طوری طراحی کرد که در قسمت معینی در روده باز شود و اثر خود را در آن ناحیه اعمال کند. مانند بیزاکودیل (Bisacodyle) که داروی مسهل است. سولفاسالازین (Sulfa salazine) که در درمان کولیت زخمی کاربرد دارد.
۶. قرص‌های گونه‌ای و زیرزبانی:
فراورده‌های گونه‌ای را در بین گونه و آرواره قرار می‌دهند و فراورده‌های S.L را در زیر زبان قرار می‌دهند. در ایران شکل باکال (گونه‌ای) موجود نیست. این اشکال دارویی برای موادی به کار می‌روند که یا در اسید معده ناپایدارند، یا جذب کمی از روده دارند یا توسط آنزیمهای دستگاه گوارش و کبد به‌طور وسیعی بی‌اثر می‌شوند. تری نیتروگلیسیرین (T.N.G) که داروی ضد آنژین صدری است، نمونه‌ای از قرص‌های زیر زبانی است.
۷. قرص‌های جویدنی:
قرص‌هایی هستند که باید در هنگام مصرف جویده شوند. عموماً دارای موادی هستند که مزه خوشایندی دارند. داروهایی را به این شکل می‌سازند که حتماً باید در معده یا در هنگام ورود به روده کاملاً باز شده باشد. مانند قرص‌های ضد اسید و داروی مبندازول (Mebendazole) که یک داروی ضد کرم است.
۸. قرص‌های جوشان:
قرص‌های جوشان، قرص‌هایی هستند که در داخلشان اسید تارتریک، اسید سیتریک و بی‌کربنات سدیم وجود دارد و در اثر مجاورت با آب گاز دی‌اکسیدکربن (CO2) آزاد می‌کند. CO۲ آزاد شده علاوه بر متلاشی کردن قرص سبب ایجاد مزه مطلوب و پوشیده شدن مزه نامطلوب بخصوص مزه شوری فراورده می‌شود. قرص‌های جوشان برای ترغیب کودکان به مصرف دارو بسیار مناسبند ضمن اینکه فراورده‌هایی که در محیط مایع ناپایدار هستند را می‌توان به این شکل تهیه کرد و سپس در هنگام مصرف به صورت محلول درآورد. مانند قرص جوشان ویتامین C.
قرص‌های جوشان شدیداً به رطوبت حساس هستند. از اینرو باید آن‌ها را در قوطی حاوی دارو نگهداری کرد و تا از قبل از مصرف نباید آن‌ها را از جلد درآورد.
۹. قرص‌های پیوسته‌رهش (Sustained Release Tab)(S.R):
قرص‌های پیوسته‌رهش یا طولانی‌اثر قرص‌هایی هستند که به واسطه اعمالی که روی آن‌ها انجام شده‌است، فراورده خود را در مدت زمان طولانی تری آزاد می‌کنند. مزایای این دارو عبارتست از:
- کاهش دفعات مصرف دارو
- افزایش رغبت بیمار به مصرف
- کاهش عوارض جانبی
- به صرفه بودن از نظر اقتصادی
- لازم است ذکر شود که هر دارویی را نمی‌توان به این شکل تولید کرد. مانند تئوفیلین طولانی اثر (Theophyline S.R)

.۱۰ قرص‌های دارای یک شیار و دو شیار (Scored & Double scored Tab): قرص‌های یک شیاری و دو شیاری قرص‌هایی هستند که به ترتیب بر روی آن‌ها یک شیار و دو شیار کشیده‌اند. قرص‌های فوق را می‌توان با قرار دادن چاقو یا وارد کردن فشار به ۲ یا ۴ قسمت تقسیم کرد. مانند دیگوکسین (Digoxin) که در بیماران قلبی استفاده می‌شود.